# Bourg-lès-Valence
Bourg-lès-Valence là một xã thuộc tỉnh Drôme trong vùng Auvergne-Rhône-Alpes đông nam nước Pháp. Xã Bourg-lès-Valence nằm ở khu vực có độ cao từ 99-200 mét trên mực nước biển.